# Murauer Schlossberg
Der Murauer Schlossberg ist der Stadtberg von Murau im oberen Murtal in der Obersteiermark, Steiermark.

## Lage und Landschaft
Der Schlossberg (in den Adressen noch Schloßberg) ist der alte Siedlungskern der Stadt Murau. Er liegt an der Einmündung des Rantentals in das Murtal, direkt linksufrig (nördlich) der Mur, talauswärts mündet am Fuß der Rantenbach von links in die Mur. Der Hügel erhebt sich etwa 60 Meter über die Mur und die Unterstadt, die Oberstadt liegt auf halber Höhe auf einer Hangterrasse.
Der Gipfel ist mit dem Schloss (Ober-)Murau (Schloßberg 1) überbaut, mit den alten Wirtschaftshäusern westlich, zur Mur hin liegt die Stadtpfarrkirche (Matthäuskirche) mit Pfarrhof (Schloßberg 8, 9). Südseitig um das Schloss liegen die Gartenanlagen mit Barock- und englischer Gartenanlage, die Nordseite ist der Waldpark.
Der um den eigentlichen Schloßberg laufende Straßenzug umfasst die Schwarzenbergstraße östlich – Lichtensteinstraße bei der Bahnhofbrücke – Anna-Neumann-Straße südlich an der Mur – Raffaltplatz – Gustav-Baltzer-Straße östlich und die Murauer Straße (B97) nördlich.

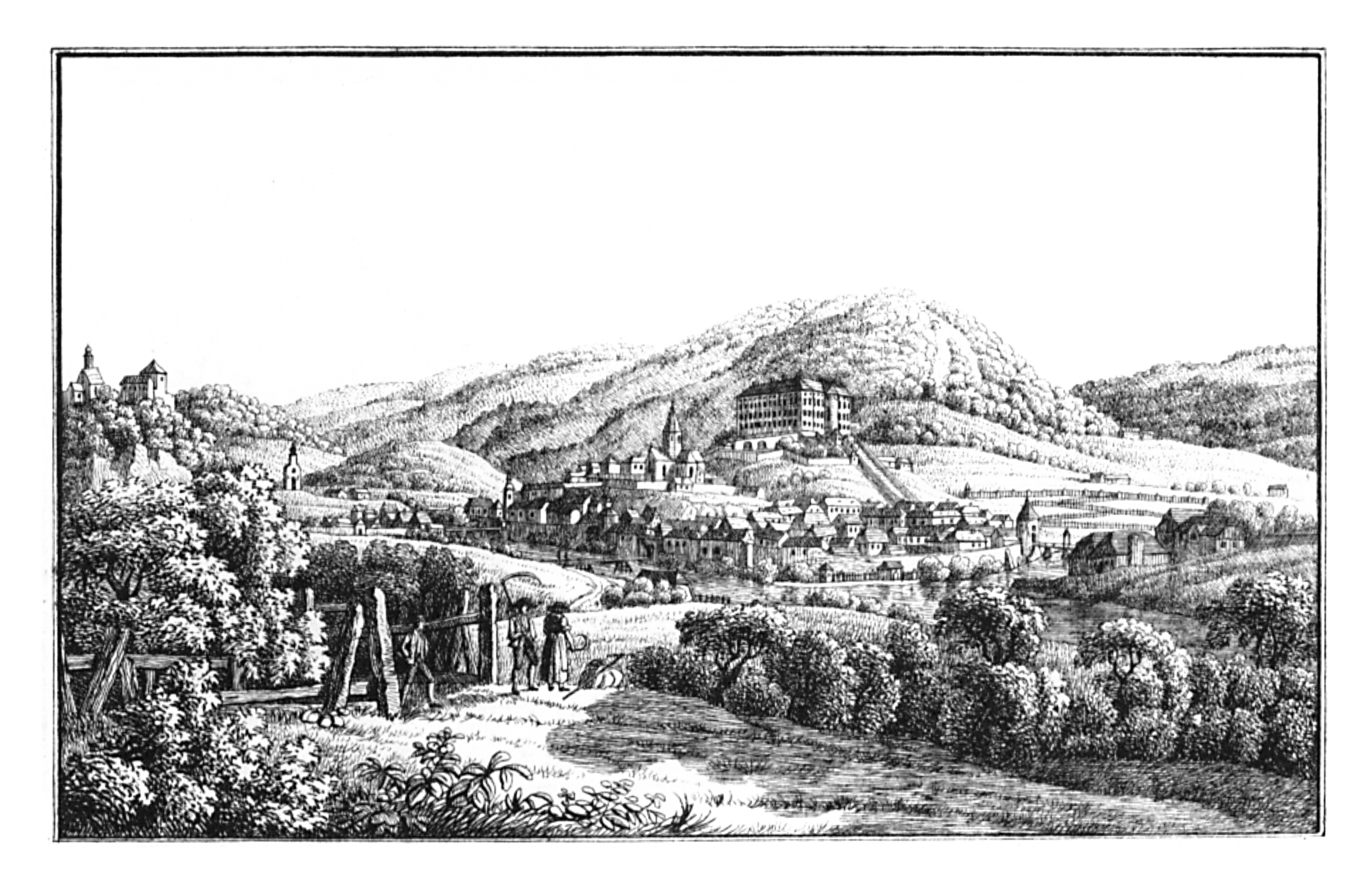
Die Riegelbergregion Schlossberg – Leonhardsberg (links, mit Burg Grünfels) mit den Altflächen der Eiszeiten; taleinwärts, hinten der Lärchberg, von rechts der Rantenbach (um 1830)
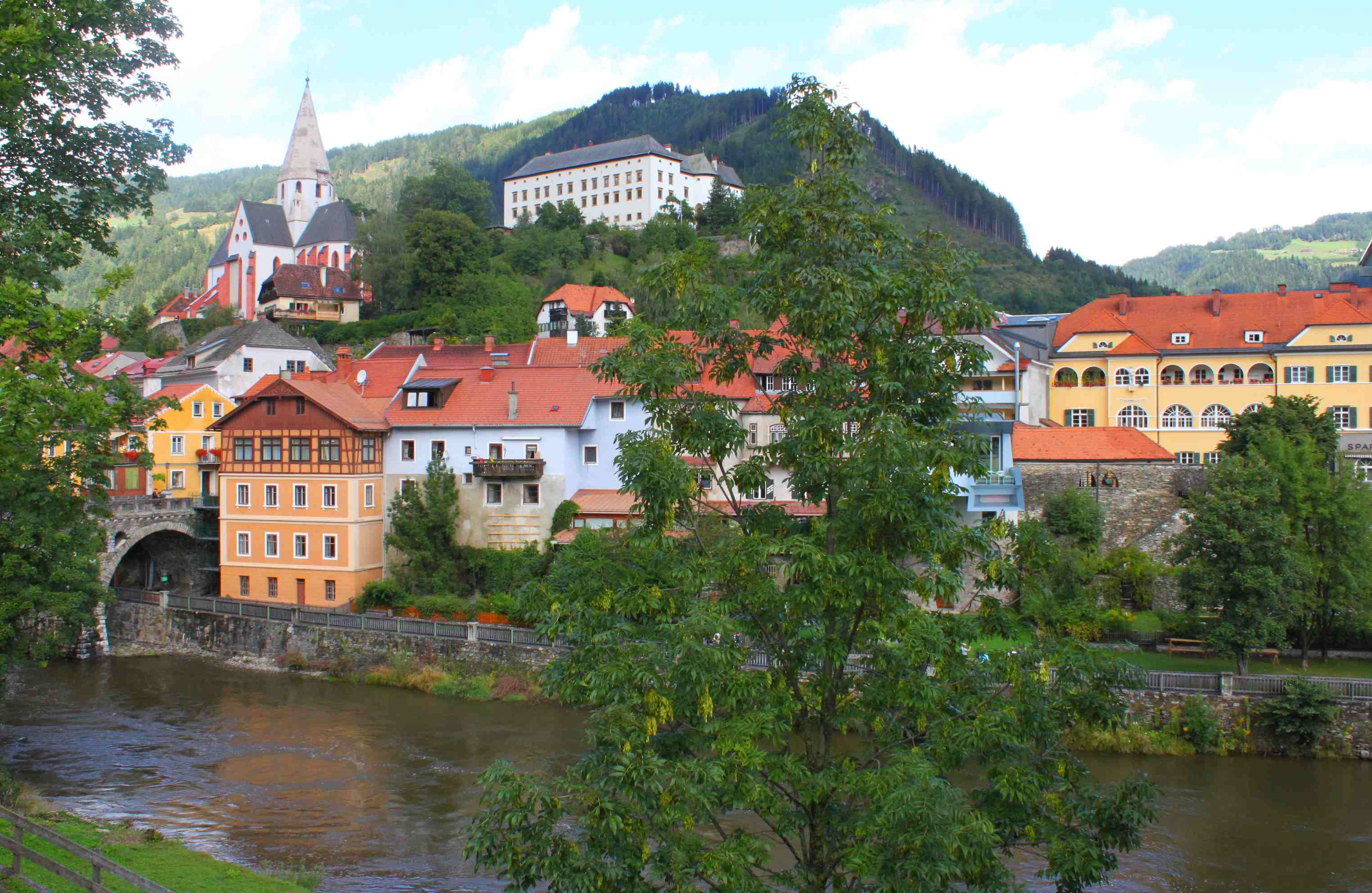
Stadtpfarrkirche und Schloss, von bei der Bahnhofbrücke gesehen

## Geschichte
Das Gebiet wurde schon in der Bronze- und Römerzeit besiedelt (der Berg könnte ein typischer keltischer Siedlungshügel sein, wobei aber Belege fehlen; ein Römerstein ist erhalten). Der Berg kontrolliert in bester Lage sowohl den Weg von der Obersteiermark über die Turrach nach Kärnten und Oberitalien, wie auch die über den Obertauern ins Salzburgische, beides Altstraßen des Alpenraumes.
Die erste mittelalterliche Burg wurde schon um 1232 von Ulrich von Liechtenstein erbaut. Im Krieg zwischen Habsburg und Ottokar Přemysl 1276–1278 wurde diese zerstört und dann neu aufgebaut. Die frühgotische Matthäuskirche entstand bis 1296. 1298 erhielt Murau schon das Stadtrecht. Georg Ludwig zu Schwarzenberg, der Nacherbe der Anna Neumann, erbaute 1628–1643 das Renaissanceschloss anstelle der alten Burg.

## Geologie
Der Berg besteht aus Murauer Kalk, einem altpaläozoischen Kalkmarmor, der grob um 500 Millionen Jahre alt ist, und Ablagerungen des Vorläufermeeres der Thetys, der Palaeotethys, darstellt (Murauer Paläozoikum). Aus diesem Gestein bestehen auch die umliegenden Bergfüße von Stolzalpe, Lärchberg und Frauenalpe. Nördlich steht ab der B97 Kalkphyllit an.
Der Schlossberg bildet
zusammen mit dem Leonhardsberg (Grünfels) südlich einen charakteristischen Riegelberg, eine spezielle glazialmorphologische Talform. In den ausgehenden Eiszeiten war der Radstädter-/Schladminger-Tauern-Gletscher, der die Krakau und das Rantental ausschürfte, aktiver als die Zunge des Mur-Haupttales, die Richtung Turrach und Flattnitz Abzweigungen hatte und dort viel Eismasse abgab. Daher tiefte sich das Rantental stärker ein und ließ muraufwärts einen Felsriegel quer zum Tal stehen. Diese Steilstufe im Tal wurde dann von der kräftig fließenden nacheiszeitlichen Mur durchbrochen. Der vom Kraftwerk Murau überbaute Köglhofkatarakt, eine um die 10 Meter hohe Stromschnelle der Mur, war wohl Teil des Fußes dieses Riegels. Damit hat sich in der Gipfelflur Schlossberg – Leonhardsberg ein prä-/interglazialer Talboden erhalten, wobei der Schlossberg auch durch das Niveau der B97 vom Bergsporn des Lärchberges freigestellt wurde – dort findet sich ein noch etwas höheres Niveau, der Schlossberg ist etwas tiefergelegt. Das Terrassenniveau auf 830 m ü. A. muraufwärts ist also älterer Talboden (Niederterrasse des Pleistozän), das niedere am Fuß talauswärts und rantenbacheinwärts spät- bis postglazialer Schwemmkegel (Holozän), talauswärts bei St. Egidi liegt auf um 810 m ü. A. wieder Pleistozän.